# الجنادبة الصرم (أرحب)

تعديل مصدري - تعديل

الجنادبة الصرم هي إحدى قرى عزلة شاكر بمديرية أرحب التابعة لمحافظة صنعاء، بلغ تعداد سكانها 707 نسمة حسب تعداد اليمن لعام 2004.